# En service
En service (en russe : По делам службы, Po delam sloujby) est une nouvelle d’Anton Tchekhov.

## Historique
En service est publiée dans la revue russe Les Livres de la semaine, numéro 1, de janvier 1899. Autre traduction Une question de service

## Résumé
Le juge Lyjine et le médecin Startchenko vont à Syrnia pour interroger les témoins et pratiquer une autopsie après la mort suspecte de l’agent d’assurance Lessnitski : il s’agirait d’un suicide. Ils arrivent à la nuit tombée, en retard à cause de la tempête de neige. Le cadavre est là, mais les témoins sont partis.  On commencera demain matin.
Startchenko refuse de passer la nuit dans un endroit aussi sinistre et part chez une connaissance, Von Taunitz. Lyjine se résout à dormir sur place. Il engage la conversation avec le vieux garde-champêtre, Lochadine. Cela fait trente ans qu’il fait ce métier, à courir dans tout le district pour distribuer le courrier officiel, à supporter les magouilles de certains, les injures.
Lyjine va se coucher, mais il est trop tôt pour dormir. Il pense à sa carrière : combien de temps encore dans ce trou avant de repartir à Moscou ? Vers vingt-deux heures, Startchenko réveille Lyjine pour l’emmener chez son ami Von Taunitz. Là-bas, c’est la civilisation, les filles de l’hôte, on chante, on danse, on s’amuse. Le lendemain, la tempête de neige les empêche de quitter Von Taunitz. Ils ne repartent que le surlendemain, à l’aube. Lochadine est là : il est venu à pied dans la neige les supplier de venir à Syrnia pour terminer le travail.

## Extraits
- Lyjine en pensant à Lochadine « S’accommoder de l’idée que ces gens dociles à leur destin, avaient pris sur eux le plus sombre de l’existence, c’était affreux ! S’en accommoder, tout en désirant pour soi une vie brillante, bruyante, au milieu des gens heureux.

## Les Personnages
- Startchenko, médecin d’âge moyen
- Lyjine, vingt six ans, juge suppléant
- Lochadine, Garde champêtre, surnom « administration » plus de soixante ans, trente ans de service, lé héros simple.
- Von Taunitz, veuf

## Édition française
- En Service, traduit par Édouard Parayre, révision de Lily Dennis, Bibliothèque de la Pléiade, éditions Gallimard, 1971  (ISBN 2 07 0106 28 4).